# Maren Fromm
Maren Fromm, geb. Brinker, (* 10. Juli 1986 in Wilhelmshaven) ist eine ehemalige deutsche Volleyball-Nationalspielerin.

## Karriere

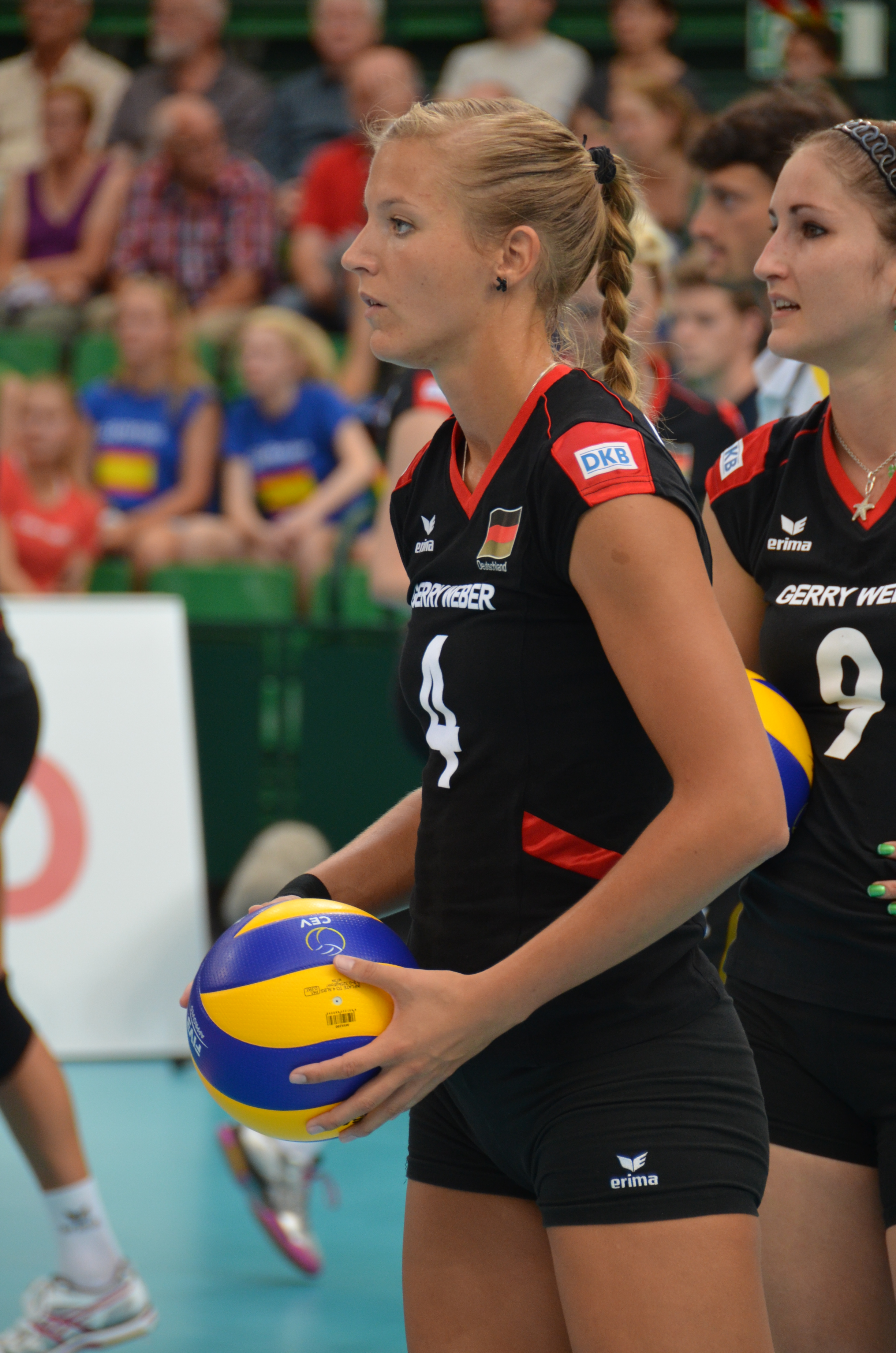
Maren Brinker bei der EM 2013

Maren Brinker begann ihre Laufbahn in ihrer Heimatstadt beim Wilhelmshavener SSV. Über den Oldenburger TB kam sie zum Juniorinnen-Team vom VC Olympia Berlin. In der Volleyball-Bundesliga spielte sie seit 2005 beim USC Braunschweig, bei Bayer Leverkusen, USC Münster und smart Allianz Stuttgart. 2007 nahm sie an der Europameisterschaft in Belgien und Luxemburg teil und belegte mit der Nationalmannschaft den sechsten Platz. 2009 belegte sie mit der Nationalmannschaft Platz drei beim Grand Prix und Platz vier bei der Europameisterschaft in Polen. 2010 erreichte sie bei der Weltmeisterschaft in Japan einen guten siebten Platz. 2011 wurde Maren Brinker mit ihrem Verein Smart Allianz Stuttgart DVV-Pokalsieger, danach wechselte sie zum italienischen Erstligisten Robursport Pesaro. Mit der Nationalmannschaft wurde sie im Oktober 2011 Vizeeuropameister. 2012 wechselte Brinker in Italien zu Yamamay Busto Arsizio. 2013 gewann sie die Europaliga und wurde erneut Vizeeuropameister. Danach wechselte sie zum polnischen Spitzenverein Impel Wrocław, mit dem sie 2014 Vizemeister wurde. Anschließend ging Brinker zurück nach Italien zum Erstligaaufsteiger Montichiari Volley. 2015 wurde sie zu Deutschlands Volleyballerin des Jahres gewählt. 2016 ging Brinker in die Türkei zu Trabzon İdmanocağı. Da der türkische Verein überraschend seinen Hauptsponsor verlor und die Spielerinnen nicht mehr bezahlen konnte, wechselte Brinker kurz nach Saisonstart zum Schweriner SC. Im Dezember wurde sie erneut als Volleyballerin des Jahres ausgezeichnet. Im April 2017 gewann sie mit Schwerin erstmals die Deutsche Meisterschaft. Nach ihrer Heirat wechselte Fromm erneut für eine Saison in die Türkei zu Çanakkale Belediyespor. Nach einem elften Platz bei der Weltmeisterschaft in Japan beendete Fromm 2018 ihre Nationalmannschaftskarriere. Am 25. Oktober verkündete der SSC Palmberg Schwerin die interimsmäßige Rückkehr von Maren Fromm nach Schwerin für zwei Monate.

## Privates
Fromm ist seit Juni 2017 mit dem Volleyball-Nationalspieler Christian Fromm verheiratet. Die beiden haben seit 2019 eine Tochter.